# Rico Lewis
Rico Mark Lewis (Manchester, 21 november 2004) is een Engels profvoetballer die doorgaans als rechtsachter speelt. Hij stroomde in 2022 door vanuit de jeugd van Manchester City, waarmee hij twee keer de Premier League en in 2023 de UEFA Champions League won. Lewis debuteerde in november 2023 in het Engels voetbalelftal.

## Clubcarrière
Lewis speelde vanaf achtjarige leeftijd in de jeugdopleiding van Manchester City. In het seizoen 2021/22 was hij de aanvoerder van de onder 18 en werd hij benoemd tot Speler van het Jaar van dat team. In hetzelfde seizoen speelde hij met de onder 19 mee in de UEFA Youth League. In die competitie scoorde hij tegen het jeugdelftal van Paris Saint-Germain. Hij ondertekende in juli 2022 zijn eerste profcontract bij die club. Vanaf het seizoen 2022/23 ging Lewis deel uitmaken van het eerste elftal. Op 13 augustus 2022 debuteerde hij in het profvoetbal, als vervanger van Kyle Walker in het competitieduel met AFC Bournemouth op 13 augustus 2022 (4–0 zege). Op 5 oktober 2022 maakte hij zijn debuut in het internationale clubvoetbal, in de UEFA Champions League tegen FC Kopenhagen (5–0 zege) als vervanger van João Cancelo. Lewis mocht op 2 november 2022 van trainer Pep Guardiola voor het eerst in de basiself starten, in de Champions League-thuiswedstrijd tegen Sevilla FC. Hij maakte de gelijkmaker bij een 3–1 overwinning en werd zodoende de jongste speler ooit die scoorde bij zijn basisdebuut in de Champions League. Met een leeftijd van 17 jaar en 346 dagen verbrak hij het record van Karim Benzema. Manchester City won dat seizoen de treble, bestaande uit de Premier League, de FA Cup en de UEFA Champions League. Lewis bleef op de reservebank in de finales van de laatstgenoemde toernooien.
Lewis ondertekende op 15 augustus 2023 een nieuw, vijfjarig contract bij Manchester City. Hij bleef op de reservebank toen de club bij de start van het seizoen 2023/24 de Community Shield verloor van Arsenal FC en de UEFA Super Cup won tegen Sevilla FC, beide na een strafschoppenserie. Hij maakte op 16 december 2023 zijn eerste competitiedoelpunt, bij een 2–2 gelijkspel tegen Crystal Palace. Zes dagen later speelde was hij basisspeler in de finale van het WK voor clubs, die door Manchester City met 4–0 werd gewonnen tegen Fluminense. Manchester City handhaafde aan het eind van dat seizoen zijn landstitel. Lewis speelde de volledige wedstrijd mee toen Manchester City op 10 augustus 2024 de Community Shield won na een penaltyserie tegen stadsgenoot Manchester United. Op 7 december 2024 kreeg hij tegen Crystal Palace zijn eerste rode kaart in het profvoetbal, nadat hij de gelijkmaker had gemaakt bij een 2–2 gelijkspel.

## Clubstatistieken
| Seizoen         | Club            | Competitie      | Competitie | Competitie | Beker | Beker | Continentaal | Continentaal | Overig | Overig | Totaal | Totaal |
| Seizoen         | Club            | Competitie      | Wed.       | Dlp.       | Wed.  | Dlp.  | Wed.         | Dlp.         | Wed.   | Dlp.   | Wed.   | Dlp.   |
| --------------- | --------------- | --------------- | ---------- | ---------- | ----- | ----- | ------------ | ------------ | ------ | ------ | ------ | ------ |
| 2022/23         | Manchester City | Premier League  | 14         | 0          | 7     | 0     | 2            | 1            | 0      | 0      | 23     | 1      |
| 2023/24         | Manchester City | Premier League  | 16         | 2          | 3     | 0     | 7            | 0            | 1      | 0      | 27     | 2      |
| 2024/25         | Manchester City | Premier League  | 23         | 1          | 4     | 0     | 9            | 0            | 1      | 0      | 37     | 1      |
| Carrière totaal | Carrière totaal | Carrière totaal | 53         | 3          | 14    | 0     | 18           | 1            | 2      | 0      | 87     | 4      |

Bijgewerkt t/m 22 maart 2025.

## Interlandcarrière
Lewis debuteerde in augustus 2019 voor Engeland onder 16 tegen de leeftijdgenoten van Ierland. In september 2021 debuteerde hij als aanvoerder met een doelpunt voor Engeland onder 18 tegen de leeftijdgenoten van Wales. Hij maakte in september 2022 zijn debuut voor Engeland onder 19 in de EK-kwalificatiewedstrijd tegen Montenegro. Op 28 maart 2023 debuteerde hij ook voor Engeland onder 21, in een oefeninterland tegen Kroatië.
Lewis werd in november 2023 na blessures van andere spelers door bondscoach Gareth Southgate voor het eerst opgeroepen voor het Engels voetbalelftal, voor de EK-kwalificatiewedstrijden tegen Malta en Noord-Macedonië. Hij debuteerde op 20 november 2023 door de volledige wedstrijd te spelen tegen Noord-Macedonië (1–1). In die wedstrijd veroorzaakte hij een strafschop voor Noord-Macedonië, maar na afloop werd hij uitgeroepen tot man van de wedstrijd. Hij werd echter niet opgenomen in de voorlopige of definitieve selectie voor het eindtoernooi.
| Interlands van Rico Lewis voor Engeland | Interlands van Rico Lewis voor Engeland | Interlands van Rico Lewis voor Engeland | Interlands van Rico Lewis voor Engeland | Interlands van Rico Lewis voor Engeland | Interlands van Rico Lewis voor Engeland |
| №                                       | Datum                                   | Wedstrijd                               | Uitslag                                 | Competitie                              | Goals                                   |
| --------------------------------------- | --------------------------------------- | --------------------------------------- | --------------------------------------- | --------------------------------------- | --------------------------------------- |
| 1                                       | 20 november 2023                        | Noord-Macedonië – Engeland              | 1 – 1                                   | Kwalificatie EK 2024                    |                                         |
| 2                                       | 10 september 2024                       | Engeland – Finland                      | 2 – 0                                   | UEFA Nations League B 2024/25           |                                         |
| 3                                       | 10 oktober 2024                         | Engeland – Griekenland                  | 1 – 2                                   | UEFA Nations League B 2024/25           |                                         |
| 4                                       | 13 oktober 2024                         | Finland – Engeland                      | 1 – 3                                   | UEFA Nations League B 2024/25           |                                         |
| 5                                       | 14 november 2024                        | Griekenland – Engeland                  | 0 – 3                                   | UEFA Nations League B 2024/25           |                                         |

Bijgewerkt t/m 22 maart 2025.

## Erelijst
Manchester City
- Premier League: 2022/23, 2023/24
- FA Cup: 2022/23
- UEFA Champions League: 2022/23
- UEFA Super Cup: 2023
- FIFA Club World Cup: 2023
- FA Community Shield: 2024